# Eliza Fanthome
Eliza Fanthome var en anglo-brittisk kvinna, som är känd som ett av offren under sepoyupproret i Indien 1857. Hon överlevde Satichaura Ghat-massakern genom att tillfångatas av en privatperson, och levde som slav tills hon befriades av britterna. Hennes öde under upproret blev föremål för en roman skriven av hennes kusins make, som inspirerade ytterligare en bok och en film.

## Biografi
Eliza Fanthome var dotter till den kristna fransk-indiska distrikt-kontoristen James Fanthome.
När Sepoyupproret bröt ut 1857 befann hon sig i Kanpur och var med om belägringen av Cawnpore. När britterna besegrades var hon med om Satichaura Ghat-massakern på britterna vid floden. Efter massakern fördes de flesta kvinnor och barn som överlevde som fångar till huset Bibighar, där de senare dödades i Bibigharmassakern. 
Hon var 12 eller 13 när hon tillfångatogs vid floden av en privatperson. Hon levde sedan som slav hos en muslim vid namn Meerun Jan. Hon vittnade sedan inför brittisk domstol om att Meerun Jan hade utsatt henne för en våldtäkt och använde henne som en slav, ioundee, där en av hennes uppgifter var att laga mat och tvätta hans hustrurs fötter; hon uppgav också att han hade tvingat henne att leva med Meanjon Syeds bror under ungefär ett års tid.
Britterna använde sig av två informatörer för att rädda henne från ett rebelläger.  Meerun Jan undkom, medan Meanjon Syed, som uppgav att Eliza Fanthome blivit slav av egen fri vilja, dömdes till fjorton års deportation till Andamanerna för att ha känt till Fanthomes öde utan att ingripa.
En handfull kvinnor överlevde Satichaura Ghat-massakern utan att föras till Bibighar, och undvek därför Bibigharmassakern, eftersom de tillfångatogs av privatpersoner. Bland dem fanns Ulrica Wheeler, Amelia Horne, trumslagarhustrurna Eliza Bradshaw och Elizabeth Letts, och Eliza Fanthome.

## Eftermäle
J.F. Fanthome utgav 1896 romanen Mariam: A Story of the Indian Mutiny of 1857, som beskriver den kristna kvinnan Mariam och hennes dotter Ruths öde under upproret. Han uppgav att den baserades på Ruths anteckningar, och att han hade skrivit romanen först efter "Mariams" död 1892. J.F. Fanthome var gift med Winifred, som var dotter till Elizas faster Marie Le Maistre (död 1892).
Romanen Mariam: A Story of the Indian Mutiny of 1857 är uppenbart baserad på Eliza Fanthome. Boken var basis för Ruskin Bonds A Flight of Pigeons, som i sin tur inspirerade Hindi-filmen Junoon (1978).